# Mattatias

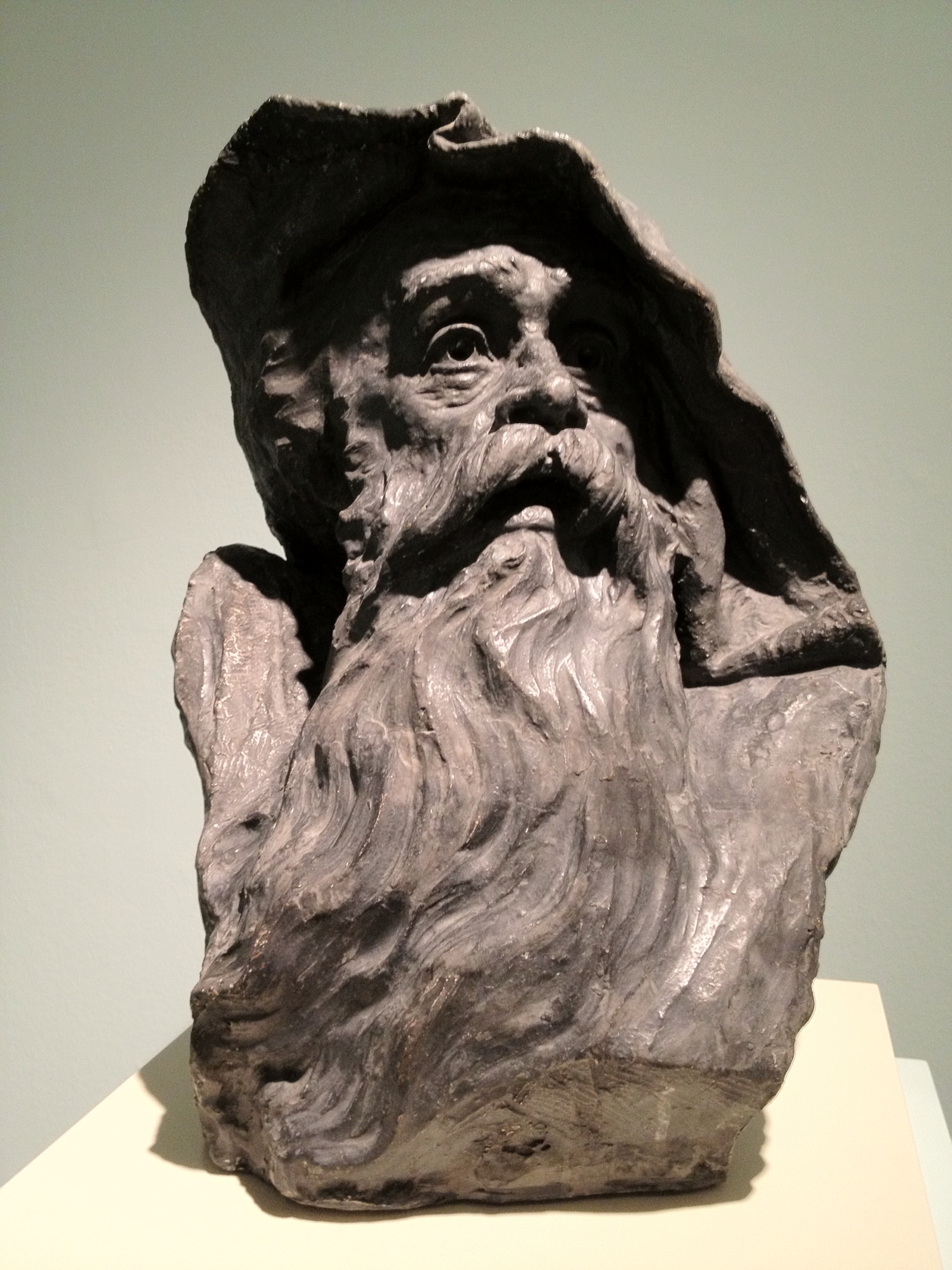
Mattitjahu (Boris Schatz 1896, Tel Aviv Museum of Art)

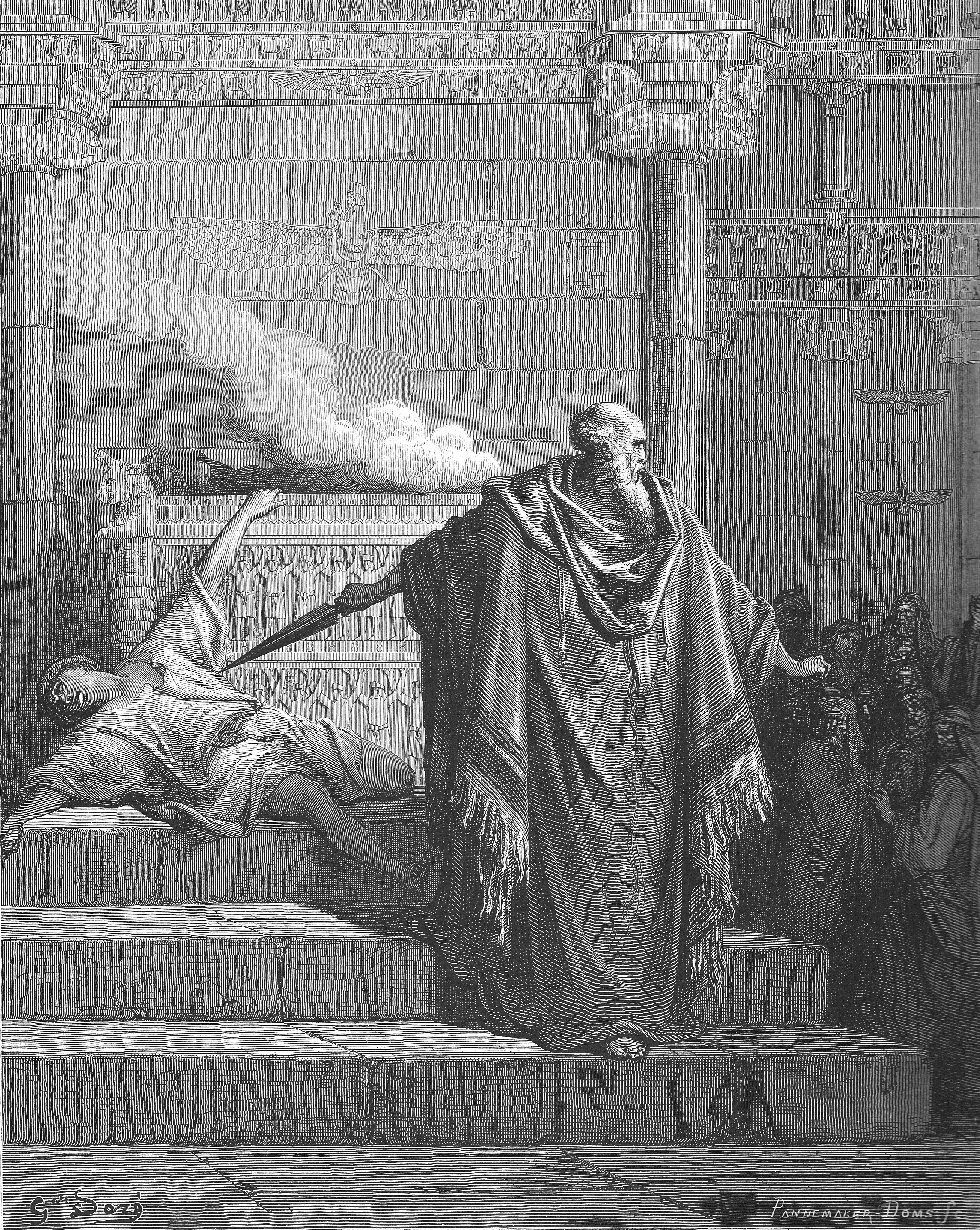
Mattatias tötet den Apostaten (Gustave Doré, 1866)

Mattatias (bedeutet „Gabe Gottes“, auch Mattathias, Mat(h)at(h)ias, Matthias, hebr.: מתתיהו בן יוחנן הכהן, Mattitjahu ben Joḥanan haKohen; gestorben 166 v. Chr., beigesetzt in Modeïn) war ein jüdischer Priester und Widerstandskämpfer, Vater des Judas Makkabäus und Stammvater der hasmonäischen Dynastie in Judäa.

## Herkunft
Das 1. Buch der Makkabäer stellt Mattatias vor als Sohn des Johanan, Enkel des Simeon aus dem Priestergeschlecht Jojarib. Die Familie stammte aus Jerusalem, aber Mattatias hatte sich in Modeïn niedergelassen. Er hatte fünf Söhne, die nach dem Brauch der Zeit alle einen Beinamen trugen: Johanan genannt Gaddi, Simeon genannt Tassi, Judas genannt Makkabaios, Elasar mit dem Beinamen Awaran und Jonatan genannt Apphus. Im 2. Buch der Makkabäer wird Mattatias nicht erwähnt. Flavius Josephus bietet in seinem Werk Jüdische Altertümer für diesen Geschichtsabschnitt eine freie Nacherzählung des 1. Makkabäerbuchs. Er nennt darin über Vater und Großvater des Mattatias hinaus auch den Urgroßvater Asamonaios. Daher die Bezeichnung Hasmonäer für die von seinem Sohn Simon und dessen Nachkommen begründete Dynastie.

## Mattatias im 1. Buch der Makkabäer
Das 1. Makkabäerbuch stellt Mattatias als Initiator des Aufstands gegen die Seleukiden dar.
Als Ursache der Erhebung bezeichnet der Verfasser ein reichsweites Religionsedikt des Seleukidenkönigs Antiochos IV.:

„Und der König erließ ein Edikt in seinem ganzen Reich, dass alle zu einem Volk werden sollten und jeder seine Gebräuche aufgeben solle. Und alle Völker nahmen es an gemäß der Anordnung des Königs.“

Auch „viele aus Israel“ waren dazu bereit, opferten fremden Gottheiten und entweihten den Sabbat. Sodann erließ der König Verordnungen speziell für Jerusalem und die Städte Judäas,  in denen bei Androhung der Todesstrafe befohlen wurde, den Opferkult nach jüdischem Ritus im Tempel ebenso einzustellen wie die Feier von Sabbaten und Festen, die Beachtung der Reinheitsgebote und die Beschneidung neugeborener Jungen. Stattdessen sollten pagane Altäre und Heiligtümer eingerichtet werden, an denen Schweine und andere unreine Tiere zu opfern seien. Diese Zwangsmaßnahmen richteten sich direkt gegen die Tora; sie sollte in Vergessenheit geraten.
Die Befolgung des Edikts wurde laut 1 Makk durch königliche Beamte in jeder einzelnen Stadt Judäas überwacht. Nun kam es zu einer Spaltung der Bevölkerung: Viele waren zur Teilnahme am paganen Kult bereit. „Und sie drängten Israel in Verstecke an jedem Ort, an dem sie Zuflucht fanden.“ Der Ehrenname Israel steht nach 1 Makk nur noch denen zu, die sich unter Todesgefahr zur Tora bekennen – und das war eine Minderheit. Angesichts der Pogrome reagiert Mattatias mit einem Klagegebet. Gemeinsam mit seinen Söhnen vollzieht er Trauerriten.
Schließlich kam ein Abgesandter des Königs auch nach Modeïn, um die pagane Opferfeier zu überwachen, die dort stattfinden sollte. Die Bevölkerung versammelte sich. Die Leute des Königs forderten Mattatias auf, als einer der Notablen des Orts mit gutem Beispiel voranzugehen und als erster zu opfern. Dann würde er mit seinen Söhnen zu den Freunden des Königs gehören und reich belohnt werden. Mattatias weigerte sich im Namen seiner ganzen Familie und kündigte an, von der Tora nicht abweichen zu wollen. Nun trat ein jüdischer Mann vor, der bereit war, nach königlichem Befehl das Opfer darzubringen.

„Und Mattathias sah es und er ereiferte sich , seine Nieren erbebten, und zu Recht ließ er seinem Zorn freien Lauf. Er sprang vor und erschlug ihn am Altar. Zugleich tötete er den Mann des Königs, der das Opfer erzwingen wollte, und riss den Altar nieder.“

Dieser „Eifer“ wird in 1 Makk 2,26  ausdrücklich mit der Tat des Pinhas verglichen, der einem anderen Israeliten, der sich mit einer fremden Frau eingelassen hatte, in dessen Zelt folgte und beide mit einem Speer durchbohrte. Nachdem das blutige Werk vollbracht war, rief Mattatias: „Jeder, der sich für das Gesetz ereifert und den Bund aufrechterhält, folge mir!“ Er floh darauf mit seinen Söhnen in die Judäischen Berge. Auch viele andere, „die Gerechtigkeit und Recht suchten“, zogen sich in die Wüste Juda zurück und nahmen ihre Familien und ihr Vieh mit.
Er überfiel und vernichtete kleinere Truppenteile, wich größeren aber aus, zerstörte in den umliegenden Städten die heidnischen Altäre und Tempel und beschnitt Knaben, bei denen aus Angst vor seleukidischer Repression die Beschneidung bis dahin unterblieben war.
Bald wurde er jedoch krank. Vor seinem Tod im Jahr 166 v. Chr. bestimmte er seinen Sohn Simon zum politischen und seinen Sohn Judas Makkabäus zum militärischen Führer der Aufständischen. Er wurde in Modeïn beerdigt.